# Tipula adusta
Tipula adusta är en tvåvingeart. Tipula adusta ingår i släktet Tipula och familjen storharkrankar.

## Underarter
Arten delas in i följande underarter:
- T. a. adusta
- T. a. lucistriata